# Satanoperca pappaterra
Satanoperca pappaterra är en fiskart som först beskrevs av Heckel, 1840.  Satanoperca pappaterra ingår i släktet Satanoperca och familjen Cichlidae. Inga underarter finns listade i Catalogue of Life.